# Felsenburg Vranov

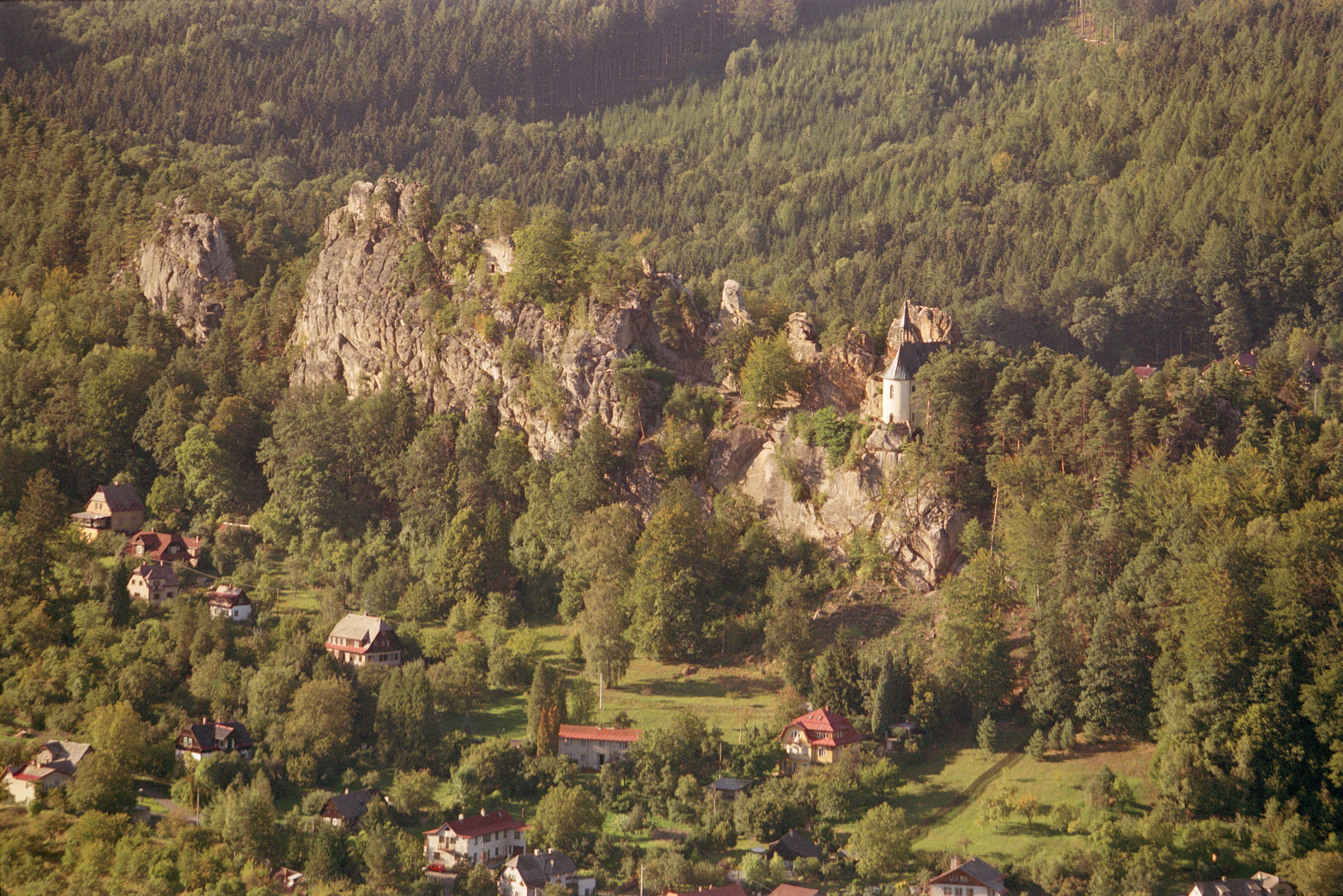
Blick auf Vranov vom Berg Sokol

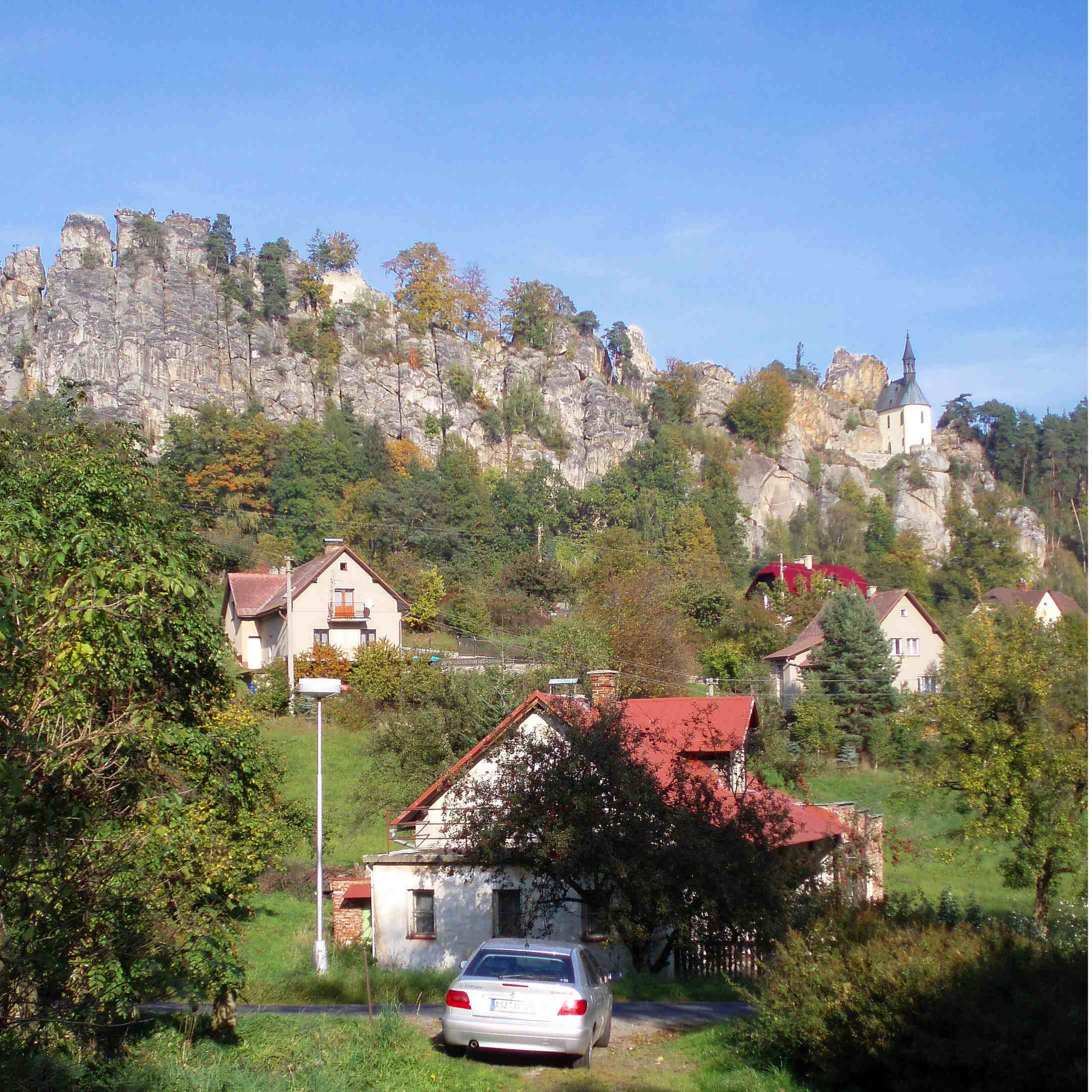
Blick von Malá Skála

Die Felsenburg Vranov (deutsch: Wranow), heute im Tschechischen oftmals Skály bzw. Skála, aber auch – pars pro toto – Pantheon genannt, befindet sich bei Malá Skála (Kleinskal) im Český ráj (Böhmisches Paradies) über dem Tal der Iser. Von der mittelalterlichen Felsenburg sind heute noch eine ganze Reihe ausgehauener Räume, Durchgänge, Treppen, Balkenfalze und auch der Burgbrunnen erhalten. Die mehrere hundert Meter lange Anlage gilt als die weiträumigste und größte Felsenburg Böhmens. 
Überregionale Bekanntheit hat die Burg noch heute durch das Pantheon, eine großräumige Anlage, die der damalige Besitzer Zacharias Baron von Römisch kurz nach dem Ende der Befreiungskriege von dem Bildhauer Franz Pettrich errichten ließ, was einer weitgehenden Umgestaltung der Burg im Sinne der Romantik gleichkam. Das Pantheon erinnert vor allem an zahlreiche militärische Helden aus der deutschen bzw. habsburgischen Geschichte, wobei auch tschechische Persönlichkeiten berücksichtigt wurden. Das Konzept wurde als Vorgriff auf das der Walhalla gedeutet. Zentral ist ein von Felsen umschlossener Raum, der maßgeblichen Persönlichkeiten aus der Zeit der Befreiungskriege gewidmet ist; in den einzelnen Nischen befanden sich Büsten der alliierten Herrscher (Zar Alexander I., Kaiser Franz I. und König Friedrich Wilhelm III.). Des Weiteren wurden jeweils zwei Heerführer der Mächte Russland, Österreich und Preußen gewürdigt, nämlich Schwarzenberg und Colloredo-Mansfeld (Österreich), Platow und Ostermann (Russland) sowie Blücher und Kleist (Preußen). Die Anlage ist inzwischen größtenteils zerfallen, aber in ihrer Konzeption noch gut erkennbar. Die zentrale Originalinschrift lautete:

„Denkmal des Völkerbundes und Kampfes für Deutschlands und Europas Befreiung MDCCCXIII MDCCCXIV MDCCCV“

Ein weiteres auffälliges Merkmal der Burg sind die zahlreichen in den Felsen gravierten Sinnsprüche, Aphorismen und Gedichte in deutscher Sprache, die großenteils noch heute gut lesbar sind.

## Geschichte
Begründet wurde die Burg im Jahr 1414 durch Henning von Waldstein, um als militärischer Stützpunkt im Kampf gegen die Hussiten zu dienen. Doch schon im Jahr 1500 wurde die Burg dem Verfall preisgegeben.
Zwischen 1803 und 1826 ließ Zacharias Baron von Römisch, der Besitzer der Herrschaft Kleinskal, die Burg zu einem romantischen Pantheon umgestalten. Im ehemaligen Palas entstand eine Heldenhalle mit Büsten und Gedenktafeln. Auf dem Burghof ließ Römisch ein Jagdschlösschen in Form einer Kapelle im neogotischen Stil erbauen.

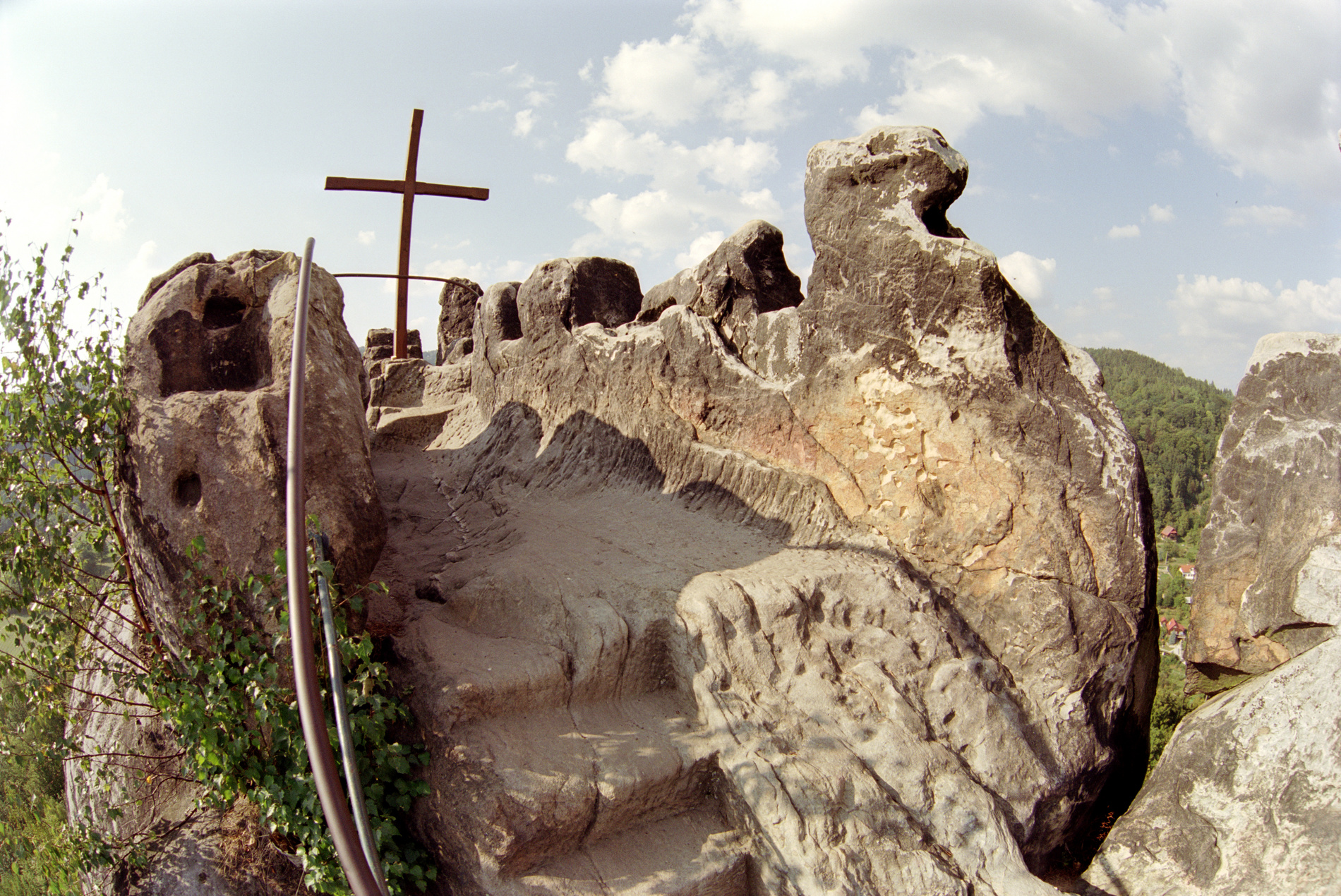
Am höchsten Punkt der Burg befindet sich ein Gipfelkreuz
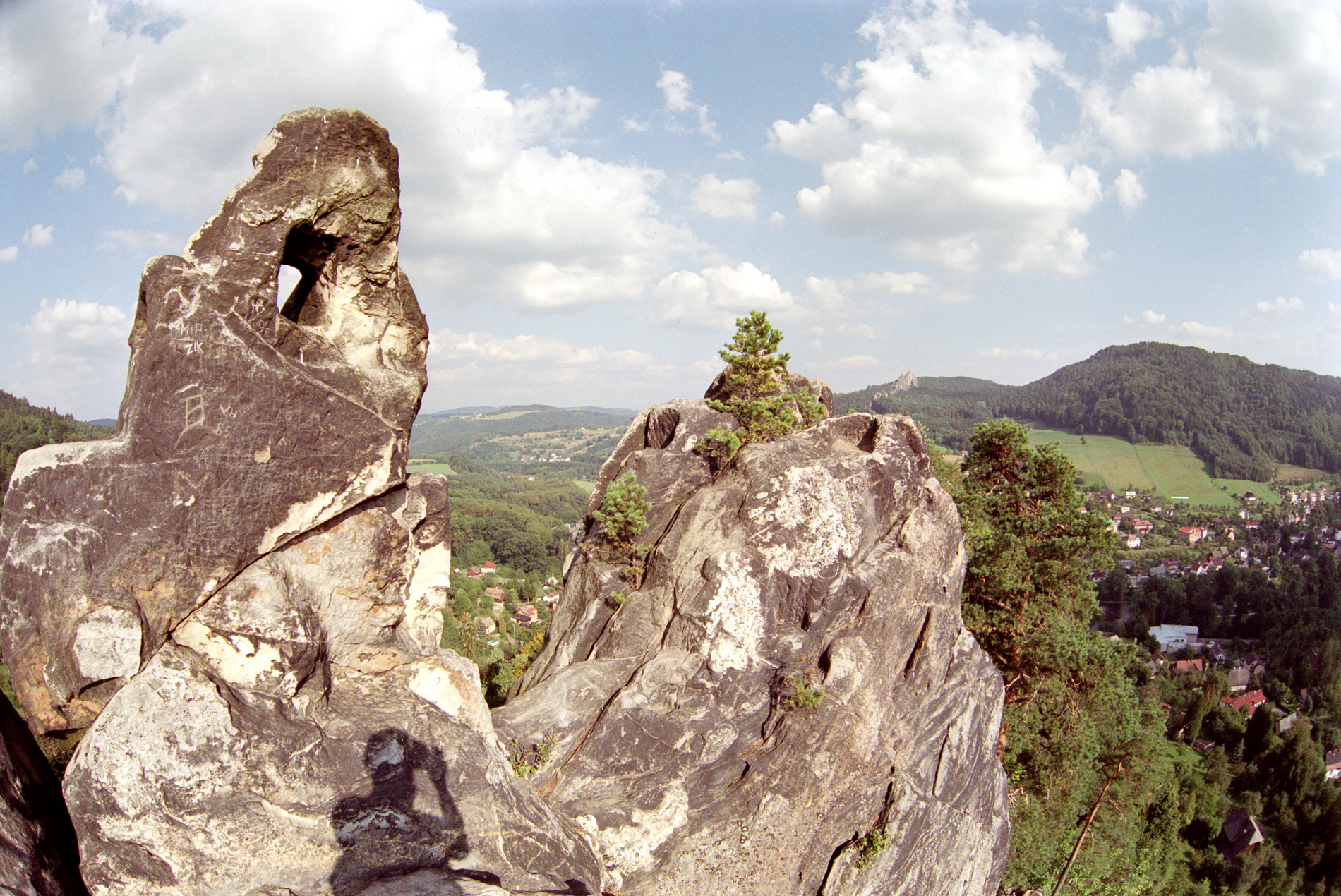
Von hier aus kann man die Dürren Felsen (Suché skály) sehen (rechter Bildrand)
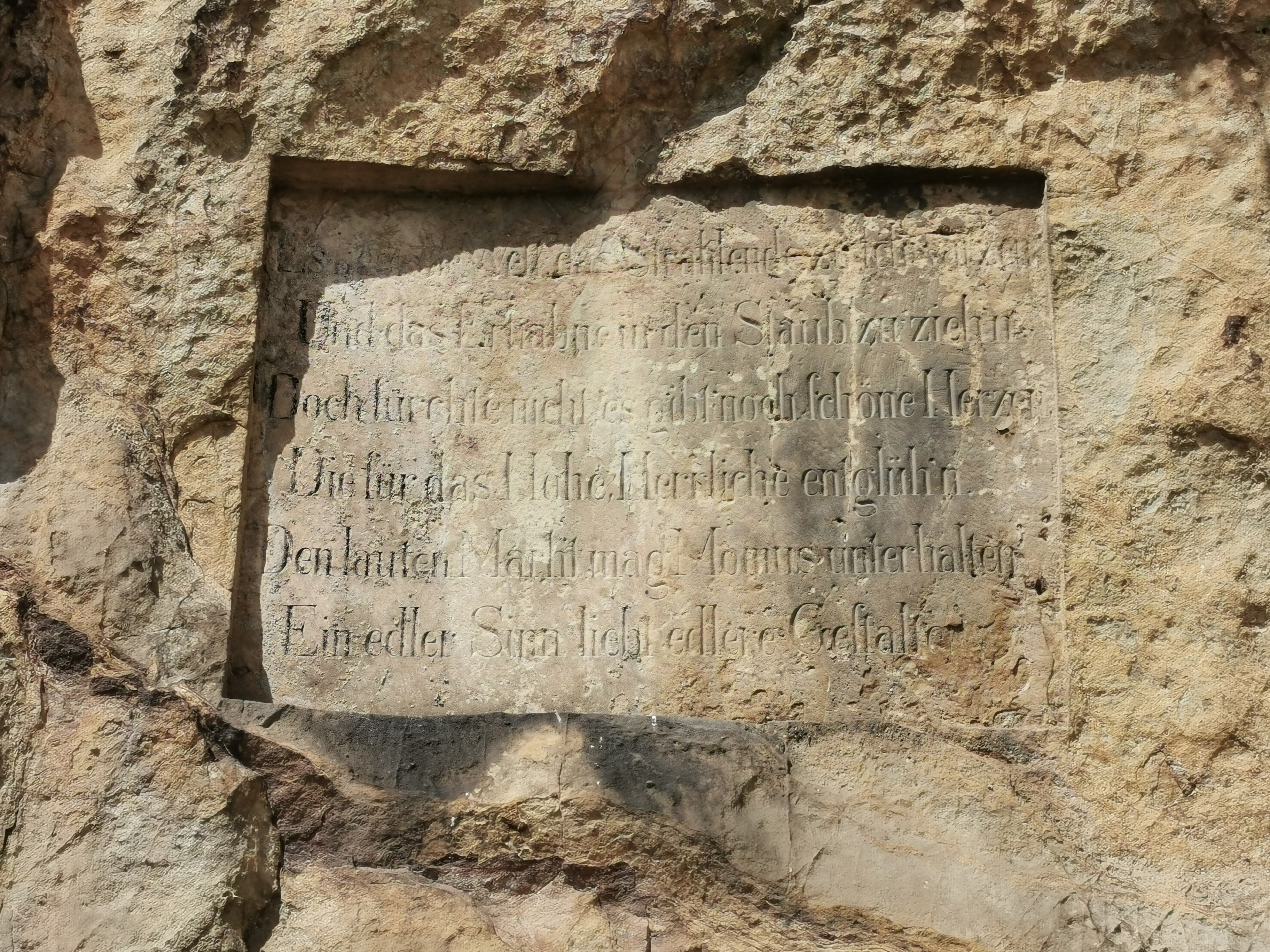
In den Felsen gravierte Schlussstrophe von Schillers Gedicht „Das Mädchen von Orleans“
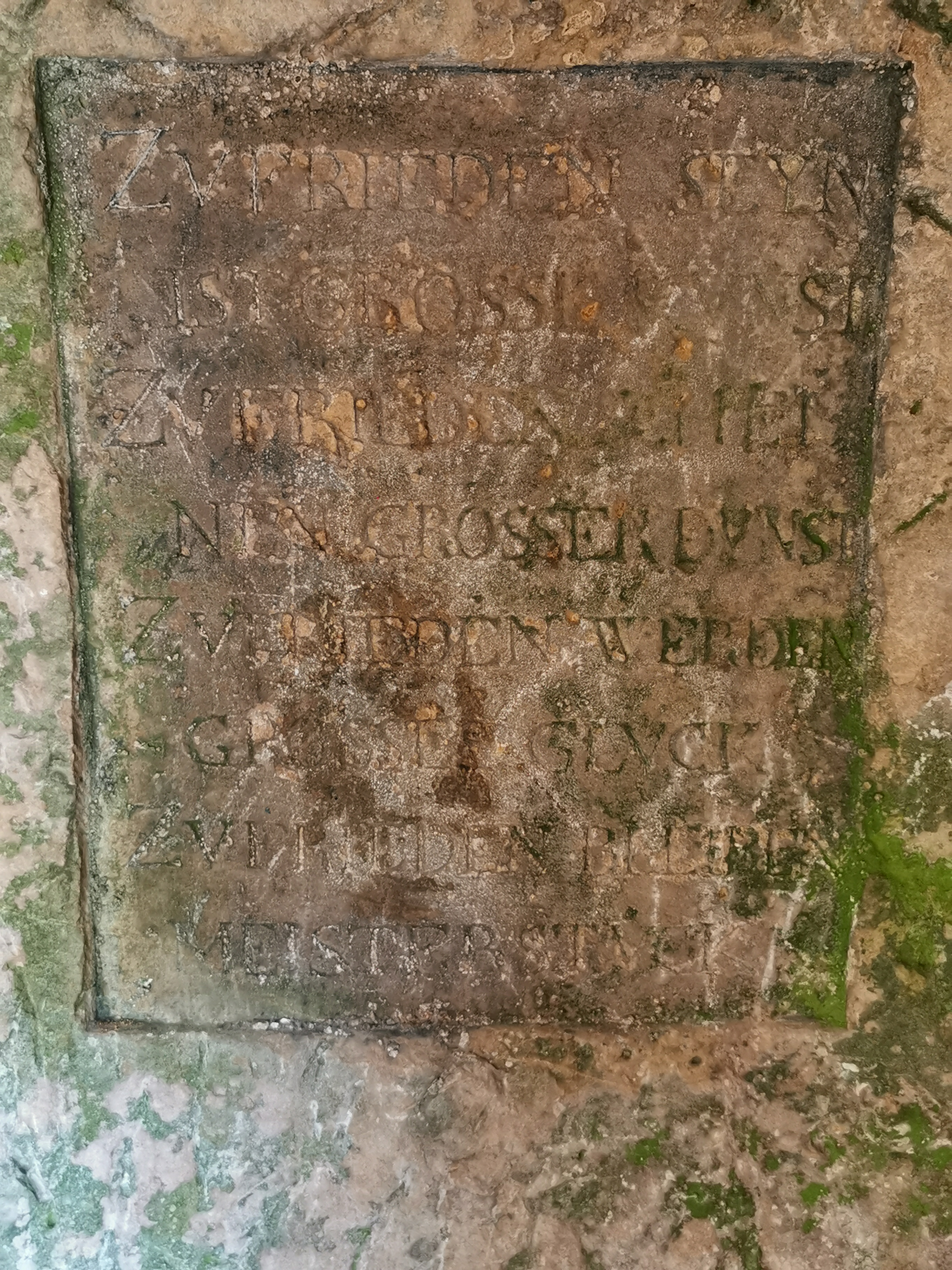
In den Felsen gravierter Spruch: Zufrieden seyn ist große Gunst /Zufrieden scheinen großer Dunst / Zufrieden werden großes Glück / Zufrieden bleiben Meisterstück.
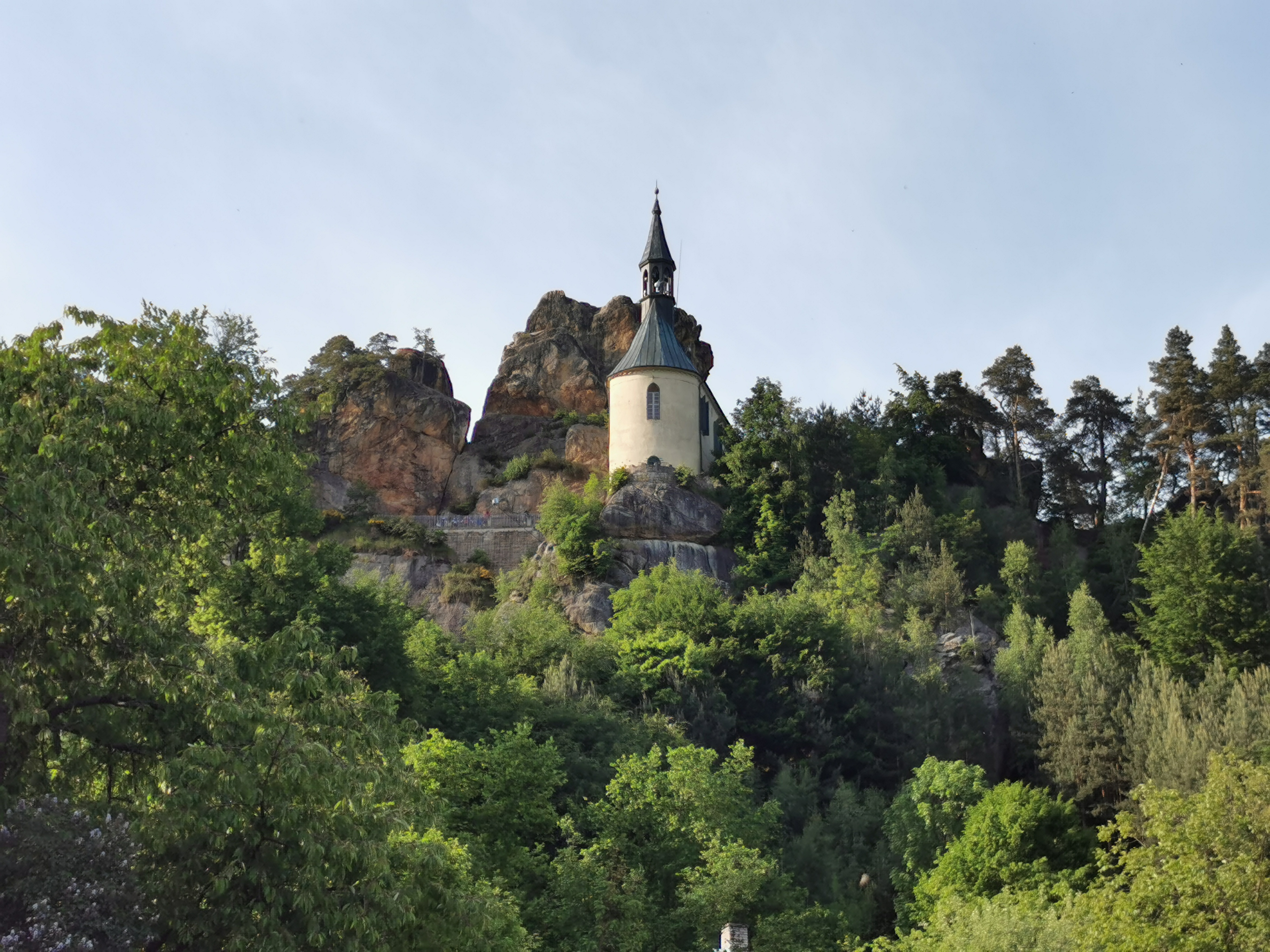
Das kapellenähnliche Lustschlösschenn unmittelbar am Steilhang